# 足立勇
足立 勇（あだち いさむ、1901年〈明治34年〉11月2日 - 1968年〈昭和43年〉1月11日）は、日本の食物史研究家。

## 生涯
大分県大分町（現大分市）出身、1929年早稲田大学文学部英文科卒。文筆や編集に従事。
1945年豊山中学校（現・日大豊山高校）教師。

## 著書
- 『安政大獄 物語維新史』大日本出版社峯文荘、1942
- 『物語維新史』第1-3　大日本出版社峰文荘、1942 - 43
- 『西遊記』好江書房、1948
- 『鎮西八郎為朝』泰文館 少年少女世界名作文庫、1948
- 『日本食物史』改訂 大谷書店、1950
- 『物語新日本史』大谷書店、1950-51

巻1 (原始日本) 1950
巻2 (天皇国家) 1951
巻3 (奈良文化) 1951
巻4 (平安文化) 1951
- 『漂白の詩人藤村の生涯 作品と芸術』星文館、1953
- 『日本食物史概説』医歯薬出版、1962

### 共著
- 『日本食物史』桜井秀共著 雄山閣、1934
- 『近世日本食物史』笹川臨風共著 雄山閣、1935

## 参考
- 『現代日本執筆者大事典』日外アソシエーツ
- 『人物物故大年表』